# Dohwa-dong, Incheon
Dohwa-dong (koreanska: 도화동) är en stadsdel i staden Incheon, 30 km väster om huvudstaden Seoul. Den ligger i stadsdistriktet Michuhol-gu.

## Indelning
Administrativt är Dohwa-dong indelat i:
| Namn      | Namn                   | Yta km² | Invånare 31 dec 2020 |
| --------- | ---------------------- | ------- | -------------------- |
| 도화1동   | Dohwa 1(il)-dong       | 0,92    | 23 890               |
| 도화2·3동 | Dohwa 2(i)·3(sam)-dong | 2,92    | 31 041               |